# 防吐痰口罩
防吐痰口罩，面罩，网罩以及防溅装置都是一些用于防止他人随地吐痰或咬人的约束装置。

## 历史
这类面罩的支持者（通常包括警察工会及其协会）认为，防吐痰口罩可以有效帮助工作人员避免感染诸如肝炎的严重疾病。有59％的伦敦注射吸毒者被检测出丙型肝炎。
据《纽约时报》报道 ，防吐痰口罩在执法拘留中已导致多人因无法呼吸而死亡。  通过几项研究可知随地吐痰传播疾病的风险很低。 
有些人批评这些防吐痰口罩违反了人权原则，并且批评的这些人认为这些防吐痰口罩不科学，残酷并且有辱人格。  一些英国的警察局长私下表示担心，认为这些防吐痰口罩和关塔那摩湾拘押中心嘴罩相似。  人权组织国际特赦组织 （ Amnesty International） ，民权组织全国公民自由委员会和竞选组织(Inquest)谴责伦敦的伦敦警察局开始使用防吐痰口罩。  英国许多的警察部队都认为防吐痰口罩非法。  
在澳大利亚北领地的唐戴尔青少年拘留中心使用防吐痰口罩和约束椅是澳大利亚设立北领地保护和拘留儿童皇家委员会的原因之一。 